# Kanton Saint-Cyr-l'École
Kanton Saint-Cyr-l'École is een kanton van het Franse departement Yvelines. Het kanton maakt deel uit van de arrondissementen Versailles (3/6) en Saint-Germain-en-Laye (3/6). Het heeft een oppervlakte van 34.57 km² en telt 60.600 inwoners in 2018, dat is een dichtheid van 1753 inwoners/km².

## Gemeenten
Het kanton Saint-Cyr-l'École omvatte tot 2014 de volgende 3 gemeenten:
- Bois-d'Arcy
- Fontenay-le-Fleury
- Saint-Cyr-l'École (hoofdplaats)

Door de herindeling van de kantons bij decreet van 21 februari 2014, met uitwerking op 22 maart 2015, werd het kanton uitgebreid met 3 gemeenten die tot dan bij het kanton Saint-Nom-la-Bretèche behoorden, namelijk :
- Chavenay
- Rennemoulin
- Villepreux